# Pascal Tayot
Pascal Tayot (Gennevilliers, 15 marzo 1965) è un ex judoka francese.

## Palmarès
- Giochi olimpici

Barcellona 1992: argento nei pesi medi.
- Giochi del Mediterraneo

Agde 1993: oro nei pesi medi.